# Отава Хилс (Охајо)
Отава Хилс (енгл. Ottawa Hills) град је у америчкој савезној држави Охајо.

## Демографија
По попису из 2010. године број становника је 4.517, што је 47 (-1,0%) становника мање него 2000. године.
| Група             | 2000.         | 2010.         |
| Белци             | 4.265 (93,4%) | 3.907 (86,5%) |
| Афроамериканци    | 57 (1,2%)     | 168 (3,7%)    |
| Азијати           | 123 (2,7%)    | 269 (6,0%)    |
| Хиспаноамериканци | 56 (1,2%)     | 92 (2,0%)     |
| Укупно            | 4.564         | 4.517         |